# رافق تقی
رافق تقی لی (به ترکی آذربایجانی: Rafiq Tağı یا Tağıyev Rafiq Nəzir oğlu) یا رافق نظیر اوغلو تقی اف پزشک بیماری‌های قلبی و عضو اخراجی اتحادیه نویسندگان جمهوری آذربایجان که تاکنون چندین کتاب نیز از وی چاپ شده و در سال ۲۰۱۱، در پی درج مقاله‌ای در روزنامه صنعت صنعت قزئتی اعتراض شماری از مقامات مذهبی و ائمه جمعه (در ایران و جمهوری آذربایجان) را برانگیخت، ۱۹ نوامبر ۲۰۱۱، با چاقو مورد سوء قصد قرار گرفت و ۲۳ نوامبر ۲۰۱۱ در بیمارستان مرکز کلنیکی باکو جان سپرد. عدم حفاظت کامل از او در بیمارستان مورد سؤال قرار گرفته. 

## پزشک روزنامه‌نگار
رافق تقی در روستای «خوش‌چوپان‌لی» در آذربایجان به دنیا آمد. وی از دانشگاه علوم پزشکی آذربایجان فارغ‌التحصیل شد و به عنوان پزشک در مناطق روستایی خدمت کرد. او بعداً تحصیلات خودش را در رشته کاردیولوژی (قلب و عروق) نیز، ادامه داد و از آکادمی پزشکی مسکو فارغ‌التحصیل شد و از سال ۱۹۹۰ در خدمات اورژانس بیمارستان باکو مشغول به کار بود.

رافق تقی، پزشکی که به روزنامه‌نگاری و نویسندگی روی آورد و در اتحادیه نویسندگان آذربایجان به مدت ۱۶ سال عضویت داشت، شش کتاببه جا گذاشته و مقالات بحث‌انگیزی نوشته‌است.
در مصاحبه کوتاهی که در بیمارستان صورت گرفت گفت وقتی ضربات چاقو بر من فرود آمد، کتابی از نیکلای الکساندرویچ بردیایف در دستم بود
او به نویسندگانی چون بردیایف که آزاداندیش و عاصی به وضع موجود بودند، علاقه داشت.
وی در زمان صمد وورغون نایب رئیس فرهنگستان علوم آذربایجان، و رئیس اتحادیه نویسندگان در باکو، مقاله انتقادی تندی علیه اوضاع سیاسی – اجتماعی شوروی (سابق) نوشت. مقالات او از جمله «اروپا و ما»، «خطاهای الهی»، «عاشورا» واکنش‌های تندی به دنبال داشته‌است.

## واکنش‌ها
بعد از انتشار مقالات «خطاهای الهی»، «عاشورا» و «اروپا و ما» که از دید مسلمانان آذربایجان به پیامبر اسلام توهین شده بود در باکو تظاهرات بزرگی علیه رافق تقی لی راه افتاد، مخالفین وی با ذکر این مسئله که یکی از حامیان مالی اصلی روزنامه صنعت (صنعت قزئتی) صنایع نفت جمهوری آذربایجان است که تحت نفوذ شرکت‌های بریتیش پترولیوم و کمپانی شل قرار دارد، وی را حقوق بگیر بیگانگان معرفی نمودند.
رافق تقی لی، در مقاله «اروپا و ما» نوشته بود:
اسلام دین حقه‌بازی و خشونت و به دور از معیارهای بشری است.
وی در مقاله «خطاهای الهی» که ۱۳ فروردین ۱۳۸۳ منتشر نمود، نکاتی را یادآور شد که از دید مخالفینش کفرگویی و بی حرمتی به خداوند تلقی شد و آنها گفتند مقاله‌ای هم که به نام «عاشورا» نوشته در مورد مسجد تازه پیر باکو، تعابیر جنسی (پورنوگرافی) بکار برده‌است.
در اعتراض به نوشته‌های وی در باکو و تهران و تبریز و اردبیل... تظاهرات بزرگی راه افتاد و وی از اتحادیه نویسندگان آذربایجان اخراج شد.
مخالفین وی می‌گفتند دولت با کوچک‌ترین انتقاد مردم به شدت برخورد می‌کند و مخالفین الهام علی اف سر به نیست می‌شوند ولی حکومت اجازه می‌دهد به مقدسات مذهبی بی حرمتی شود و خودباختگان شیفته غرب هرچه دلشان می‌خواهد بگویند.
رئیس پیشین حزب اسلامی جمهوری آذربایجان طی ایراد نطقی احزاب متمایل به اسلام را بخاطر بی اعتنایی نسبت به این عمل مورد مذمت قرار داد و اعلام شد: اهالی نارداران رافق تقی لی را محکوم به مرگ کرده‌اند و باید سر وی را از بدنش جدا کرد.
وی باید بداند که ما نخواهیم گذاشت او زنده بماند. خطیبان این مراسم اعلام کردند که رافق تقی لی را زنده نخواهیم گذاشت، زنده نخواهیم گذاشت…
در پی اوج گرفتن اعتراضات، دولت آذربایجان رافق تقی را دستگیر و به اتهام نفرت پراکنی به سه سال زندان محکوم کرد. وی بعد از دو سال، با عفو ریاست جمهوری آزاد شد. مدیر مسئول نشریه سمیر صداقت اوغلو هم برای مدت کوتاهی زندانی شد.
ایلقار ابراهیم اوغلو خطیب جمعه باکو در پاسخ به مدافعان وی که خواهان گذشت مقامات مذهبی شده بودند، گفته بود:
هیچ‌کس نمی‌تواند در مورد حقی که متعلق به او نیست، گذشت کند. در این مورد ضرر به منافع شخصی رسانده نشده‌است که کسی بتواند آن را ببخشد، بلکه به منافع جمعی ضرر رسانده شده‌است و درست نیست که کسی از طرف جامعه مدعی بخشش و عفو در این مورد شود.
در ایران نیز مرتضی بنی‌فضل نماینده استان آذربایجان شرقی در مجلس خبرگان رهبری و از مدرسین حوزه علمیه قم اعلام کرد: «رافق تقی لی» روزنامه‌نگار کشور جمهوری آذربایجان به اتهام افساد و مرتد بودن واجب قتل می‌باشد و هر شخصی که «رافق تقی لی» را به هلاکت برساند منزل مسکونی این آیت‌الله را به عنوان جایزه دریافت خواهد کرد.
بنا به اظهارات پان ترکیست ایرانی پیروز دیلنچی، رافق تقی دقیقاً یک سال قبل از مرگش به وی گفته بوده حزب‌اللهی‌های باکو تهدید به مرگش کرده‌اند.

## فتوای قتل
یک هفته بعد محمد فاضل لنکرانی که اصالتاً از لنکران کشور آذربایجان بود، با صدور فتوایی نوشت: قتل او بر هر کسی که به او دسترسی داشته باشد لازم است و مسئول روزنامه مذکور که چنین افکار و عقایدی را با علم و توجه منتشر می‌کند، همین حکم را دارد.
سؤال: وظیفه مسلمانان در قبال این امر غیرقابل تحمل چیست؟
مقلدین حضرتعالی از آذربایجان
بسمه تعالی
چنین شخصی چنانچه مسلمان‌زاده باشد، با اعترافات مذکور مرتد است و چنانچه کافر بوده، از مصادیق ساب النبی است و در هر صورت برفرض چنین اعترافاتی قتل او بر هر کسی که دسترسی داشته باشد لازم است و مسئول روزنامه مذکور که چنین افکار و عقائدی را با علم و توجه منتشر می‌کند همین حکم را دارد. خداوند اسلام و مسلمین را از شر دشمنان حفظ فرماید. یریدون لیطفوا نورالله بافواهم والله متم نوره ولوکره الکافرون.
محمد فاضل لنکرانی
۴ / ۹ / ۸۵»

## من به خدا نزدیکترم
رافق تقی لی در یکی از مصاحبه‌های مطبوعاتی خود گفت:
هفت آیت‌الله برای مرگ من فتوا داده‌اند. برخی از آن‌ها دار فانی را وداع گفتند. اینان که به اصطلاح خادمان دین هم هستند و به نام دین، فتوای قتل دیگران را صادر می‌کنند، کارشان بی‌معناست. من مثل آن‌ها کتاب‌های دینی زیادی نخواندم و بیشتر، کتاب‌های علمی خواندم؛ اما برای کسی آرزوی مرگ نمی‌کنم. بگذار زندگی کنند. نکش و حکم قتل صادر نکن! زندگی را هدیه کن، نه مرگ را! من هم از شما خوشم نمی‌آید؛ اما من به مرگ شما حکم نمی‌کنم؛ پس به من بگوئید چه کسی به خدا نزدیکتراست. من از آیت‌الله‌ها هم به خدا نزدیکتر هستم.